# Geacă

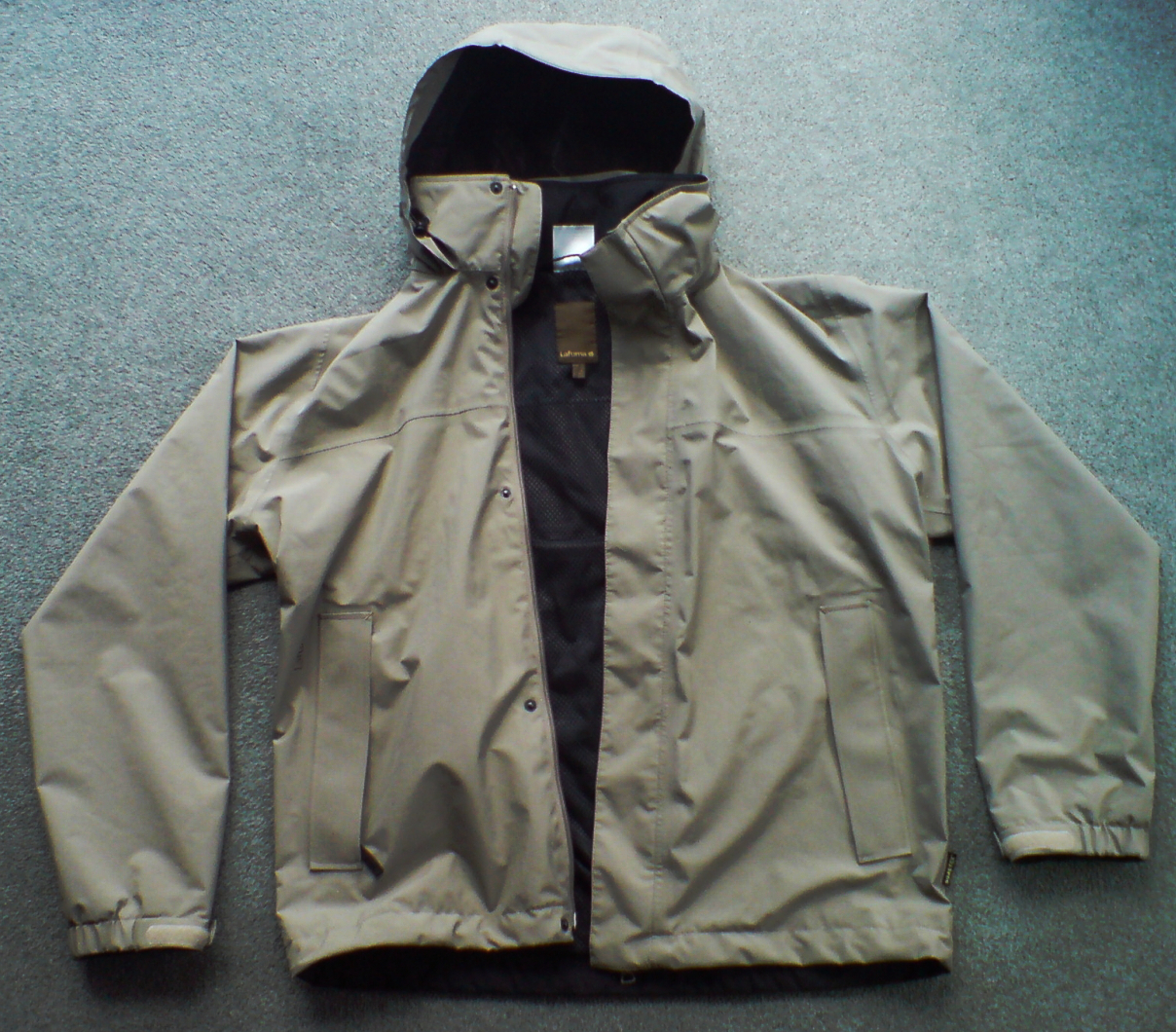
Geacă cu glugă

Geaca este un articol de vestimentație care acoperă partea superioară a corpului, de folosință externă, deschisă în față și cu mâneci lungi și care se încheie cu nasturi, capse sau fermoare. Majoritatea gecilor au gulere și buzunare iar unele prezintă de asemenea glugi și căptușeli.